# Movimiento del 23 de marzo
- No confundir con el contexto congoleño: Movimiento 23 de Marzo

El Movimiento del 23 de marzo (en árabe: منظمة 23 مارس‎), también conocido como la Ex-Organización B o M23, fue un movimiento político marroquí de tendencia marxista-leninista, creado por activistas de extrema izquierda bajo el liderazgo de Mohamed Bensaid Aït Idder en 1970.
El movimiento, activo durante la década de 1970, abogaba por la vía revolucionaria en Marruecos, y hacía campaña por una república. El movimiento fue el origen de otros movimientos del mismo objetivo en Marruecos, incluyendo "Linakhdom Chaab" (en árabe: لنخدم الشعب‎ - servons le peuple (Sirvamos al pueblo), creado en 1971) y  Unité et Lutte (Unidad y Lucha) (1975-1978).
Tras varios años en la clandestinidad, el grupo sufrió muchos cambios y varios cuadros decidieron pasar a un marco más legal, creando la Organización para la Acción Democrática Popular (OADP) en 1983. Esto ocurrió tras el regreso del exilio de los líderes del grupo, entre ellos Mohamed Lahbib Taleb, Mohamed Bensaïd Aït Idder e Ibrahim Yassine. 

## Antecedentes
El grupo lleva el nombre de los disturbios del 23 de marzo de 1965, que estallaron al día siguiente de la represión violenta de una manifestación estudiantil pacífica. Muchos jóvenes no han podido perdonar al Estado por los asesinatos, especialmente por la falta de investigación o interrogatorio, así como por la permanencia de los responsables en sus respectivos cargos. Muchos jóvenes fueron incapaces de perdonar al Estado por los asesinatos, especialmente por la ausencia de una investigación o interrogatorio, así como por la permanencia de los responsables en sus respectivos cargos. Entre ellos estaba el general Mohammed Ufqir, la segunda figura más poderosa del país después del rey Hassan II, que el 23 de marzo de 1965 supuestamente disparó a la multitud desde un helicóptero. La respuesta del gobierno a los asesinatos fue tomar medidas. 
En este contexto, se consideró seriamente la posibilidad de crear una organización que abrazara la violencia y el cambio radical como medio para alcanzar objetivos políticos, lejos de los partidos políticos restringidos por la ley. En ello influyó la La derrota árabe contra Israel en la guerra de 1967, así como la difusión del pensamiento comunista entre la juventud marroquí.
Esto dio paso a la creación de grupos juveniles comprometidos políticamente, como la Unión Nacional de Estudiantes Marroquíes, el Partido Comunista Marroquí y la Unión Obrera Marroquí. Además, en el seno de la Unión Nacional de Fuerzas Populares se formó un núcleo que desempeñaría un papel importante en la formación del movimiento del 23 de marzo, en el que figuraban Ahmed Herzni, al-Barduzi, Bouabid Hamama, Zion Assidon y Mohamed Lahbib Taleb.

## Historia
La organización, que se proclamó en 1970, creía que el cambio mediante el diálogo era imposible. Creía que era necesaria una revolución —dirigida por un partido que representara los intereses del proletariado, para poner el poder en manos del pueblo—, sobre todo porque las condiciones eran primordiales para una revolución.
La organización pretendía poner en práctica su visión a través de un proceso de tres pasos: primero, difundir las ideas revolucionarias entre el gran público; segundo, crear un partido revolucionario popular; y tercero, movilizar al pueblo marroquí para que tomara el poder.
En 1972, los activistas estudiantiles saharauis que participaban en Ila al-Amam y en el movimiento del 23 de marzo liderado por El-Ouali Moustapha Sayed, inspirados por el Che Guevara y Fidel Castro y lo que habían conseguido en la Sierra Maestra publicaron en la revista literaria radical marroquí Anfas su deseo de convertir la liberación del Sáhara de los españoles en un semillero revolucionario móvil desde el que liberar al pueblo marroquí del «sistema comprador regresivo».
Aunque la violencia era una parte esencial de la creencia del grupo, se limitaba a la palabra mientras las fuerzas de seguridad reprimían al grupo.   
Tras varios años en la clandestinidad, el grupo sufrió muchos cambios. El grupo revolucionario decidió pasar a trabajar en un marco legal, creando la Organización de Acción Democrática Popular en 1983. Esto ocurrió después de que los líderes del grupo —incluyendo a Mohamed Lahbib Taleb, Mohamed Bensaïd Aït Idder e Ibrahim Yassine.

## Prensa
El movimiento del 23 de marzo tuvo varios medios de comunicación impresos, entre ellos:

### Arabófono
- أنفاس (Souffles, 1971-1978)
- الطريق الوحيد (El único camino, 1972-1974)
- إلى الأمام (En Avant, 1972-1973)
- 23 مارس (23 de marzo, 1973-1974 / 1975-1980)
- أنوال (Anoual)

### Francófono
- Souffles (1971-1978)